# Австро-словацкая женская баскетбольная лига
 Австро-словацкая женская баскетбольная лига  (англ. Austrian-Slovak Women Basketball League) — женский баскетбольный турнир, в котором участвовали команды Австрии и Словакии. В 2013 году федерациями баскетбола Австрии и Словакии был образован совместный чемпионат. В данном турнире Австрию представляли сильнейшие клубы, со стороны Словакии команды 2-го эшелона, фарм-клубы. В 2015 году, в связи с выходом в финальный раунд 4-х австрийских команд, титул лиги ASWBL разыгрывался в играх плей-оффа чемпионата Австрии.

## Формат турнира
Турнир проводится в два этапа
1) регулярный сезон — команды играют между собой по круговой системе;
2) финал четырёх — проводится на площадке одного из клубов по системе плей-офф.

## Призёры
| Год  | Финал четырёх   | Финал                 | Финал   | Финал                       | Матч за 3-е место         | Матч за 3-е место | Матч за 3-е место       |
| Год  | Финал четырёх   | Победитель            | Счёт    | Финалист                    | Бронзовый призёр          | Счёт              | 4-е место               |
| ---- | --------------- | --------------------- | ------- | --------------------------- | ------------------------- | ----------------- | ----------------------- |
| 2014 | Банска-Бистрица | Флайинг Фоксес (Вена) | 85 : 53 | БК СКП 08 (Банска-Бистрица) | Духесс (Клостернойбург)   | 84 : 57           | Баскет Флэймс (Вена)    |
| 2015 |                 | Флайинг Фоксес (Вена) | 3 — 0   | Баскет Флэймс (Вена)        | БК Вена 87 (Вена)         | 2 — 1             | УБИ Грац (Грац)         |
| 2016 | Шаморин         | Флайинг Фоксес (Вена) | 85 : 79 | Баскет Флэймс (Вена)        | БК Петржалка (Братислава) | 59 : 49           | Духесс (Клостернойбург) |

## Победители
| Команды                 | Чемпион         | 2-е место      | 3-е место | 4-е место |
| ----------------------- | --------------- | -------------- | --------- | --------- |
| Флайинг Фоксес          | 3 (2014 - 2016) |                |           |           |
| Баскет Флэймс (Вена)    |                 | 2 (2015, 2016) |           | 1 (2014)  |
| БК СКП 08               |                 | 2 (2014)       |           |           |
| Духесс (Клостернойбург) |                 |                | 1 (2014)  | 1 (2016)  |
| БК Вена 87              |                 |                | 1 (2015)  |           |
| БК Петржалка            |                 |                | 1 (2016)  |           |
| УБИ Грац                |                 |                |           | 1 (2015)  |